# شاکالاکا بوم بوم
شاکالاکا بوم بوم (به هندی: Shakalaka Boom Boom) فیلمی محصول سال ۲۰۰۷ و به کارگردانی سونیل دارشان است. در این فیلم بازیگرانی همچون بابی دئول، آپن پاتل، کانگانا رانوت، سلینا جایتلی، آسرانی، دالیپ تاهیل، انوپم کهیر ایفای نقش کرده‌اند.